# EOS航空
eos航空（エーオーエスこうくう、eos AIRLINES）は、かつて存在したアメリカ合衆国の航空会社である。

## 歴史
2004年、ブリティッシュ・エアウェイズの社員だったデーブ・スパーロックが設立した。当初は「アトランティック・エクスプレス」という社名だったが、2005年に「eos航空」へ変更した。
2005年10月28日、eos航空はニューヨークとロンドン・スタンステッド空港間の運航を開始した。一日に2便、もしくは4便を運航し、2007年には、ニューヨーク～ロンドン間で4番目に便数が多い航空会社になった。
パリやドバイ、ワシントンD.C、ボストン、ロサンゼルスに就航する予定だったが実現しなかった。
2008年4月27日に運航を停止。破産した。

## 機材

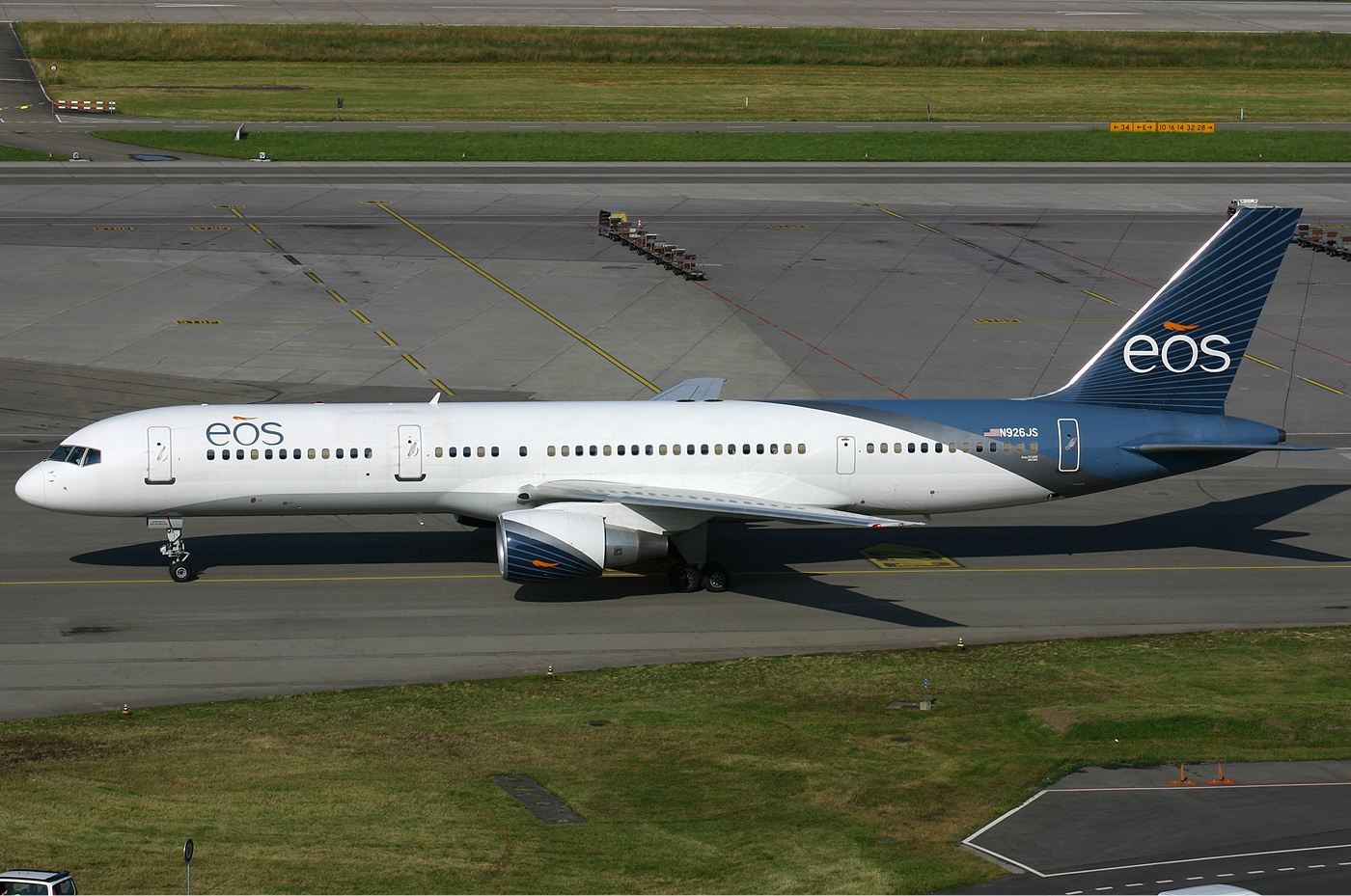
eos航空 ボーイング757-200

2008年4月時点での保有機は以下の通り。
- ボーイング757-200-6機

保有機の平均機齢は12.7年であった。
全席ビジネスクラスで、48席に設定していた。

## 受賞
- 2007 Long-Haul Business Airline of the Year (2007 Business Travel World Awards)
- World's Leading Business Class Only Airline 2007
- Most Punctual Airline between London and New York 2006 & 2007
- Eos Seat: Product Design Award 2006